# Тапиа де Вир, Кристобаль
Хуан Кристобаль Тапиа де Вир (англ. Cristobal Tapia de Veer) — канадский композитор, аранжировщик, продюсер и мульти-инструменталист чилийского происхождения. Известен своим саундтреком к британскому телесериалу «Утопия», за который получил награду Королевского телевизионного общества в категории «Лучший оригинальный саундтрек» в 2013 году и премию BAFTA в 2017 году. Также получил награды от Общества композиторов, авторов и музыкальных издателей Канады в 2013 и 2017 годах.

## Биография
Родился во время военного переворота 1973 года в Чили. Его родители бежали в Париж. После переворота отец остался во Франции, а мать вернулась с Хуаном обратно в Чили. Со временем они стали политическими беженцами и уехали в Квебек в Канаду.

### Ранняя карьера
Тапиа де Вир получил степень магистра классической музыки (специализация на ударных инструментах) в Музыкальной консерватории Квебека. В 2001 году он подписал контракт с Warner Music со своей поп-группой «One Ton.» Трио выиграло Канадскую премию танцевальной музыки (SOCAN) в 2003 году с танцевальным электро-синглом «Supersex World» Тапиа де Веер продюсировал альбом..

### Озвучивание фильмов и телевидения
В 2011 году его музыка к викторианской четырехсерийной драме «Багровый лепесток и белый» (режиссер Марк Манден, BBC2) получила хорошие отзывы критиков.
Сочинил музыку для сериала Утопия", за который в 2013 году получил премию Королевского телевизионного общества за «лучшую оригинальную музыку»
. В 2014 году музыка для второго сезона снова получила награду «RTS Award», а в 2015 году музыка для второго сезона получила премию «Music & Sound Award» в категории «Лучший оригинальный саундтрек к телевидению».. Его работа над сериалом «Утопия» была номинирована на премию «Bulldog Award» журнала «Televisual Magazine» за лучшую музыку и впоследствии выпущена на виниле.
В начале 2014 года закончил музыку для телешоу «Série noire», которое транслировалось на «ICI-Radio-Canada Télé». Академия канадского кино и телевидения наградила его двумя премиями Жемо за лучшую оригинальную музыку и лучшую музыкальную тему в том же году и снова в 2016 году за второй сезон.
Он также закончил работу над сериалом BBC «Jamaica Inn», режиссера Филлипе Лоуторп. Затем Тапия де Вир написал музыку для первого сезона телесериала «Люди».
В 2016 году он написал музыку к своему первому полнометражному фильму «Новая эра Z», который открыл кинофестиваль в Локарно. Его музыка победила в категории «Лучшая оригинальная музыка» на Международном фантастическом кинофестивале в Жерармере, Франция, в 2017 году.
Тапиа де Вир не смог забить музыку в следующем сезоне « Людей», потому что он снова объединился с Марком Манденом для работы над «Сокровищем нации», четырехсерийной драме Channel 4. Сериал получил BAFTA и FIPA D’OR на Международном фестивале аудиовизуальных программ в Биаррице, Франция, за оригинальную музыку Тапиа де Веер.
Сериал BBC America «Холистическое детективное агентство Дирка Джентли» нашел в 2016 году небольшую, но преданную фанатскую базу, которая все еще ждет выхода альбома саундтреков. Из-за плотного графика Тапиа де Веер не смог работать над вторым сезоном.
В том же году Amazon Prime предложила Тапиа де Вир поработать над двумя эпизодами сериала-антологии «Электрические сны Филипа К. Дика». Он работал над фильмами «Человек есть» с Брайаном Крэнстоном в главной роли, а также над «Безумным алмазом» со Стивом Бушеми в главной роли, за который в следующем году он был номинирован на премию «Эмми».
Он также написал музыку к эпизоду 4-го сезона сериала Netflix «Черное зеркало» под названием «Черный музей».
Осенью 2017 года SOCAN наградила его Международной премией SOCAN за достижения, что стало первым случаем, когда композитор для кино и телевидения был удостоен этой премии.
В 2018 году Каннский фестиваль пригласил Тапиа де Веер войти в состав жюри его первого сезона вместе с Майклом Кеннетом Уильямсом, немецкой актрисой Паулой Бир, Мелиссой Созен, французской сценаристкой и режиссером Одри Фуше и Харланом Кобеном.
Затем он написал музыку для своего второго художественного фильма «Преимущества путешествия на поезде», экранизации одноименного романа Антонио Орехудо 2019 года, снятого Арицем Морено и продюсером Morena Films в Испании, с Луисом Тосаром, Пилар Кастро и Хавьером Ботетом в главных ролях . . Фильм участвовал в крупных кинофестивалях, таких как Ситжес, Токио и Брюссельский кинофестиваль (BRFF), и был удостоен награды Goya Awards в номинации «Лучшая комедия» в 2020 году Музыка Тапиа де Веера к фильму принесла ему номинацию на испанскую премию Premios Feroz.
Релизы 2020 года включают сериал «Охотники» для Amazon Prime и драму «Третий день» для HBO / SKY.
В 2021 году он написал музыку для сериала HBO «Белый лотос», за который получил две премии Primetime Emmy Awards (одну за главную заглавную музыку, а другую за свою работу над озвучиванием сериала) и премию Общества композиторов и авторов текстов. Он также получил вторую номинацию на премию BAFTA за музыку к фильму «Третий день».
В следующем году он написал музыку к фильму ужасов «Улыбка» режиссера Паркера Финна. Он также стал автором музыки для второго сезона «Белого лотоса» в сотрудничестве с Кимом Нойндорфом.

## Дискография

### Релизы саундтреков
- Белый лотос: 2 сезон (WaterTower Music, 2022)
- Улыбнись (Paramount Music, 2022)
- Белый лотос (музыка WaterTower, 2021)
- Третий день: лето (Milan Records / Sony Music, 2020)
- Филип К. Дик: Electric Dreams (La La Land Records / 2018)
- Черное зеркало: Черный музей (Lakeshore Records, 2018)
- Девушка со всеми дарами (Mondo, Death Waltz Records, 2017)
- Сокровище нации (Исполнители Free Run, 2017)
- Люди (отчеты Silva Screen, 2015)
- Утопия: 2 сезон (Silva Screen Records, 2014)
- Утопия (отчеты Silva Screen, 2013)

## Рекомендации
1. ↑  short bio on Productions Multi-Monde http://pmm.qc.ca/eldorado/en/team.php Архивировано {{{2}}}. (англ.)
2. ↑  Chartattack http://www.chartattack.com/news/2003/11/25/sam-roberts-tom-cochrane-avril-lavigne-shine-at-socan-awards/ Архивировано {{{2}}}.
3. ↑  biography of Free Run Artists Agency, 2013, Artists (англ.). Дата обращения: 18 февраля 2014. Архивировано из оригинала 17 марта 2013 года.
4. 1 2  Steven, Rachael (5 января 2017). Cristobal Tapia de Veer on creating music for Humans and Utopia. Creative Review (англ.). Архивировано 27 октября 2020. Дата обращения: 29 октября 2020. (англ.)
5. ↑  Music & Sound Awards 2015 announces winners Music+Sound Awards UK (англ.). Дата обращения: 13 августа 2015. Архивировано из оригинала 20 июля 2015 года.
6. ↑  Kudos Productions http://www.kudos.co.uk/news/eight-bulldog-nominations/20 Архивировано {{{2}}}.
7. ↑  O'Neill, Phelim (19 августа 2014). Experimental soundtracks and lavish orchestras – TV never sounded so good. The Guardian (англ.). Архивировано 27 октября 2020. Дата обращения: 29 октября 2020.
8. ↑  Radio-Canada TV http://serienoire.radio-canada.ca/tournage Архивировано 29 августа 2013 года. (англ.)
9. ↑  ACCT Prix Gémeaux liste des gagnants 2014 http://www.acct.ca/prixgemeaux/gagnants/soiree-des-artisans-et-du-documentaire.html/ Архивировано 12 сентября 2014 года.
10. ↑  ACCT Prix Gémeaux liste des gagnants 2016 https://academie.ca/medias/files/pdf/Site%20prix%20Gémeaux/Liste%20des%20finalistes/Gem2016-listedefinalistes-v15sept.pdf/ Архивировано 12 июля 2020 года. (англ.)
11. ↑  Internet Movie Database https://www.imdb.com/title/tt3098842/?ref_=nv_sr_1 Архивировано {{{2}}}. (англ.)
12. ↑  Plunkett, John (22 июня 2015). Humans becomes Channel 4's biggest drama hit in 20 years. The Guardian (англ.). Архивировано 24 июля 2019. Дата обращения: 29 октября 2020.
13. ↑  official trailer Pet Sematary with Tapia de Veer’s music https://www.youtube.com/watch?v=XakmsXltPkA Архивная копия от 25 июля 2019 на Wayback Machine
14. ↑  official Call of Cthulhu trailer with Tapia de Veer’s music https://www.youtube.com/watch?v=hjarh35CEYM Архивная копия от 10 июня 2019 на Wayback Machine
15. ↑  Television Craft: Original Music in 2017. Дата обращения: 24 июля 2019. Архивировано 24 июля 2019 года.
16. ↑  The FIPA d'Or Awards go to Saul Dibb and Merzak Allouache. Дата обращения: 24 июля 2019. Архивировано 2 июля 2019 года.
17. ↑  SOCAN’s official composer page, Cristobal Tapia de Veer http://www.socan.com/member-profile/cristobal-tapia-de-veer/ (недоступная+ссылка)
18. ↑  Outstanding Music Composition for a Miniseries Movie or a Special Original Dramatic Score Nominees / Winners 2018 (англ.). Дата обращения: 26 марта 2023. Архивировано 5 апреля 2019 года.
19. ↑  Black Museum (англ.). IMDb. Дата обращения: 26 марта 2023. Архивировано 1 апреля 2018 года.
20. ↑  Robert Charlebois to be Celebrated at SOCAN Montreal Gala (26 сентября 2017). Дата обращения: 26 марта 2023. Архивировано 24 июля 2019 года. англ.
21. ↑  Inaugural CannesSeries Jury Unveiled (англ.). The Hollywood Reporter (7 марта 2018). Дата обращения: 26 марта 2023. Архивировано 24 июля 2019 года.
22. ↑  Ventajas de viajar en tren. Дата обращения: 25 июля 2019. Архивировано 25 июля 2019 года.
23. ↑  Morena Film’s official homepage, incl. Awards for the Film https://morenafilms.com/portfolio/ventajas-de-viajar-en-tren/ Архивная копия от 21 марта 2023 на Wayback Machine
24. ↑  Feroz Awards 2020 – Nominees (англ.). Дата обращения: 26 марта 2023. Архивировано 26 февраля 2023 года.
25. ↑  Weiss, Josh (18 мая 2020). How 'Hunters' Curated Its Groovy '70s Soundtrack And Got A Thumbs Up From Bob Seger. Forbes (англ.). Архивировано 1 ноября 2020. Дата обращения: 29 октября 2020.
26. ↑  Frontview Magazine https://www.frontview-magazine.be/en/news/the-third-day-summer-hbo-limited-series-soundtrack-by-award-winning-chilean-composer-cristobal Архивная копия от 26 февраля 2023 на Wayback Machine (англ.)
27. ↑  Anderson, Erik (9 марта 2022). Society of Composers and Lyricists (SCL) winners: 'Encanto,' Billie Eilish and 'The White Lotus'. AwardsWatch (англ.). Архивировано 9 марта 2022. Дата обращения: 9 марта 2022.
28. ↑  BAFTA TV 2021: The Winners and Nominations for the Virgin Media British Academy Television Awards and British Academy Television Craft Awards (28 апреля 2021). Дата обращения: 26 марта 2023. Архивировано 7 июня 2021 года.